# Lactarius trivialis
Lactarius trivialis é um fungo que pertence ao gênero de cogumelos Lactarius na ordem Russulales. Foi primeiramente descrito cientificamente pelo micologista sueco Elias Magnus Fries em 1838. É um cogumelo comestível.